# Lee Hong Kit
Lee Hong Kit (* 27. April 1997 in Hongkong) ist ein chinesischer Sprinter, der international für Hongkong startet.

## Sportliche Laufbahn
Erste Erfahrungen bei internationalen Wettbewerben sammelte Lee Hong Kit bei den Juniorenasienmeisterschaften 2016 in der Ho-Chi-Minh-Stadt, bei denen er im 100-Meter-Lauf mit 11,3 s in der ersten Runde ausschied und mit der 4-mal-100-Meter-Staffel in 41,46 s den vierten Platz belegte. 2019 nahm er mit der Staffel an den Asienmeisterschaften in Doha teil und erreichte in 39,91 s Rang fünf. 2023 belegte er bei den Hallenasienmeisterschaften in Astana in 6,77 s den achten Platz im 60-Meter-Lauf. Im Juli verpasste er bei den Asienmeisterschaften in Bangkok mit 39,66 s den Finaleinzug im Staffelbewerb und schied über 100 Meter mit 10,53 s im Halbfinale aus. Im August schied er bei den World University Games in Chengdu mit 11,63 s im Vorlauf über 100 Meter aus und Ende September kam er bei den Asienspielen in Hangzhou mit 10,59 s nicht über die Vorrunde hinaus und wurde mit der Staffel im Vorlauf disqualifiziert. 2025 gewann er bei den Asienmeisterschaften in Gumi mit der Staffel in 39,10 s gemeinsam mit Chan Yat Lok, Chwok Chun Ting und Magnus Johannsson die Bronzemedaille hinter den Teams aus Südkorea und Thailand.
In den Jahren 2022 und 2023 wurde Lee Hongkonger Meister im 100-Meter-Lauf.

## Persönliche Bestleistungen
- 100 Meter: 10,36 s (−0,4 m/s), 27. Mai 2023 in Neu-Taipeh
  - 60 Meter (Halle): 6,72 s, 17. Dezember  2022 in Astana
- 200 Meter: 21,63 s (−0,9 m/s), 12. März 2023 in Hongkong